# Fundusz inwestycyjny
Fundusz inwestycyjny – instytucja finansowa obejmująca środki pieniężne wpłacane przez uczestników w celu ich zbiorowego inwestowania (w bardziej skomplikowanych rozwiązaniach możliwe są wpłaty w postaci np. papierów wartościowych).
Uczestnikami mogą być zarówno osoby indywidualne (osoby fizyczne), jak i osoby prawne (np. przedsiębiorstwa, miasta, gminy, związki wyznaniowe) oraz podmioty i jednostki organizacyjne nieposiadające osobowości prawnej.

## Historia
Idea funduszy inwestycyjnych bierze się z pomysłu wspólnego inwestowania wprowadzonego w Holandii w 1774 r. przez holenderskiego kupca i pośrednika Abrahama van Ketwicha. Dopiero w 1868 r. powstał pierwszy nieholenderski fundusz: the Foreign and Colonial Government Trust (Wielka Brytania). W USA fundusze rozpoczęły działalność w latach 20. XX w. (Investment Funds, Mutual Funds). W Europie lokalne regulacje tworzą różnorodne formy wspólnego inwestowania: niemieckie Specialfonds, francuskie SICAV, FCP i OPCI.
W Polsce w myśl zapisów uchylonej już ustawy z dnia 22 marca 1991 r. Prawo o publicznym obrocie papierami wartościowymi i funduszach powierniczych – fundusz powierniczy stanowił wyodrębnioną finansowo wspólną masę majątkową uczestników, o zmiennej wartości i stałym przeznaczeniu gospodarczym, zarządzaną przez towarzystwo funduszy powierniczych.

## Klasyfikacje funduszy inwestycyjnych
Na światowym rynku finansowym wyróżnić można kilka typów funduszy inwestycyjnych. Podstawowe typy to:
- fundusze otwarte, FIO (tj. fundusze o zmiennej liczbie tytułów do uczestnictwa w funduszu jednostek uczestnictwa)
- fundusze zamknięte, FIZ (tj. fundusze o zasadniczo stałej liczbie tytułów uczestnictwa certyfikatów inwestycyjnych).

Dodatkowo w polskich warunkach istnieje jeszcze jeden typ funduszu inwestycyjnego: Specjalistyczny Fundusz Inwestycyjny Otwarty (SFIO), będący połączeniem funduszu otwartego i funduszu zamkniętego.
Po wejściu w życie Dyrektywy Parlamentu Europejskiego i Rady 2011/61/UE z dnia 8 czerwca 2011 r. w sprawie zarządzających alternatywnymi funduszami inwestycyjnymi (wdrożonej do polskiego porządku prawnego w 2016 do ustawy z dnia 27 maja 2004 r. o funduszach inwestycyjnych i zarządzaniu alternatywnymi funduszami inwestycyjnymi (Dz.U. z 2023 r. poz. 681) dodatkowo wprowadzona jest klasyfikacja:
- fundusze UCITS – polskie fundusze otwarte
- alternatywne fundusze inwestycyjne (AFI) – w Polsce: fundusze inwestycyjne zamknięte i specjalistyczne fundusze inwestycyjne otwarte.

Wyróżnić można również na świecie):
- fundusze tzw. statutowe, tj. będące spółką o zmiennym kapitale akcyjnym (np. amerykańskie mutual funds lub francuskie SICAV) lub
- tzw. typy umowne – tj. sytuacje, gdy fundusz jest wyodrębnioną masą majątkową (np. amerykańskie – Unit Investment Trusts, francuskie – FCP lub niemieckie – Investmentfonds).

### Kryterium obszaru inwestycji
Inny podział funduszy inwestycyjnych dotyczy obszaru inwestycji:
- przez pryzmat typu nabywanych papierów inwestycyjnych:
  - rynek akcji
  - rynek obligacji
  - rynek pieniężny
  - rynek nieruchomości
- z perspektywy lokalizacji emitentów:
  - rynek krajowy
  - rynki poszczególnych kontynentów
  - rynek globalny
- z perspektywy cech emitentów:
  - branżowe
  - charakter etyczny emitentów

Fundusze inwestycyjne różnią się między sobą poziomem ryzyka i związanym z nim rodzajem instrumentu finansowego, w który lokują swoje aktywa. Różnice dotyczą także horyzontu czasowego inwestycji i celów inwestycyjnych. Nie ma dwóch identycznych funduszy inwestycyjnych.

### Kryterium celu inwestycyjnego
Cel, do którego powinien zmierzać fundusz inwestycyjny realizując swoją politykę inwestycyjną. Jest to określona w statucie generalna wytyczna, jaką powinien kierować się fundusz w realizacji polityki inwestycyjnej. Dopuszczalne cele inwestycyjne funduszu otwartego lub specjalistycznego otwartego określa ustawa. Mogą to być:
- ochrona realnej wartości aktywów funduszu,
- osiąganie przychodów z lokat netto funduszu oraz
- wzrost wartości aktywów w wyniku wzrostu wartości lokat.

Cele inwestycyjne funduszy zamkniętych mogą być określone dowolnie.

#### Fundusze agresywnego wzrostu
Fundusze agresywnego wzrostu są to najbardziej ryzykowne spośród wszystkich funduszy akcji. Ich celem jest maksymalny przyrost wartości kapitału, dający przy tym niewielki dochód bieżący. Na ogół lokują one swoje środki w akcje nowych spółek i istniejących już spółek wzrostowych. Mogą również inwestować, niezależnie od ich kapitalizacji, w spółki lub branże znajdujące się akurat w niełasce rynku, licząc na potencjał zysków zawartych w niedowartościowanych lub zapomnianych akcjach. Inne tego rodzaju fundusze inwestują we wszystkie spółki ujawniające silny potencjał zysków.

#### Fundusze akcji małych spółek
Są również funduszami wysokiego ryzyka. W przeciwieństwie do agresywnych funduszy wzrostu, kupują wyłącznie akcje małych spółek z rynku pozagiełdowego. Obrót tymi akcjami jest niewielki, a ich kursy podlegają znacznym wahaniom.

#### Fundusze wzrostu kapitałowego
Podobnie jak ich agresywni poprzednicy, dążą do przyrostu wartości kapitału. Są jednak mniej ryzykowne, ponieważ inwestują w spółki o pewnej pozycji na rynku, wypłacające akcjonariuszom dywidendę. Jednakże dochód z dywidendy traktują jako rzecz drugorzędną. Przyrost wartości kapitału mają im zapewnić szybko rozwijające się firmy. W rankingach efektywności fundusze te są porównywalne z agresywnymi funduszami wzrostu.

#### Fundusze wzrostu i dochodu z kapitału
Inwestują w spółki o ugruntowanej pozycji na rynku tzw. blue chips, regularnie wypłacające dywidendę. Charakteryzuje je duży stosunek dywidendy do wartości kapitału i są zainteresowane łączną stopą zwrotu. Fundusze tego typu są mniej ryzykowne od funduszy wzrostu, ponieważ inwestują w spółki o większej kapitalizacji i o większej płynności finansowej umożliwiającej wypłacanie znaczniejszych dywidend. Dywidendy pełnią funkcję finansowej amortyzacji na wypadek spadku kursów.

#### Fundusze mieszane (zrównoważone)
Ich celem jest zachowanie kapitału. Inwestują w akcje i obligacje. W strukturze portfela, w większości z nich, dominuje następująca proporcja – 60% akcji i 40% obligacji. Są to fundusze stabilniejsze, wahania ich wartości są mniejsze od zmian indeksów giełdowych. W czasie hossy pozostają na ogół w tyle za rynkiem, ale osiągają lepsze wyniki w czasie bessy.

#### Fundusze łącznej stopy zwrotu
Są odmianą funduszy mieszanych, dającą jednak inwestorom możliwość osiągnięcia większych zysków. Zarządzający ich portfelem mają większą elastyczność zmiany struktury portfela niż w funduszach mieszanych. W zależności od sytuacji na rynku mogą oni zmieniać dowolnie proporcje pomiędzy akcjami a obligacjami.

#### Fundusze dochodu z kapitału
Można je traktować jako substytut funduszy zrównoważonych w nieco większym stopniu nastawionych na wzrost kapitału. Fundusze te starają się uzyskać jak największy dochód bieżący. Kupują w tym celu akcje o wysokiej stopie dywidendy oraz obligacje emitowane przez rząd i przedsiębiorstwa. Ponieważ znaczną część ich przychodów stanowią odsetki i dywidendy, są one bardziej niż inne fundusze akcji narażone na zmiany stóp procentowych.

#### Fundusze obligacji
Mogą mieć różne cele inwestycyjne. Mogą różnić się między sobą horyzontem czasowym obligacji, w które inwestują, jak i ryzykiem związanym z wiarygodnością emitentów obligacji. Fundusze obligacji służą jako zabezpieczenie przed ewentualnymi stratami z inwestycji w akcje lub w funduszach akcji. Nie są one jednak wolne od ryzyka. Ich wartość może podlegać wahaniom podobnie jak w przypadku akcji. Im dłuższy jest termin wykupu obligacji, tym większe są wahania ich kursów.

#### Fundusze rynku pieniężnego
Inwestują one w krótkoterminowe instrumenty rynku pieniężnego, czyli w bony skarbowe, certyfikaty depozytowe, bony komercyjne itp. W tych funduszach nie ma wahań cen, ale uzyskiwany w nich dochód jest niższy. Najbezpieczniejsze z tych funduszy inwestują w bony skarbowe, średniookresowe obligacje rządowe oraz skrypty dłużne agencji rządowych.

#### Fundusze rynków zagranicznych
Istnieją dwie odmiany tych funduszy. Fundusze globalne inwestujące na rynku krajowym, jak i na rynkach zagranicznych oraz fundusze międzynarodowe, które wyłączają ze swoich portfeli krajowe papiery wartościowe. Atrakcyjność tych funduszy polega na jeszcze większej dywersyfikacji lokat niż w krajowych funduszach akcji czy obligacji. Rynki w innych krajach poruszają się często w rytmie odmiennym od krajowego i dlatego straty z inwestycji krajowych mogą być równoważone zyskami na rynkach zagranicznych. Jednakże z tymi funduszami wiąże się dodatkowe ryzyko związane z kursami walut.

#### Fundusze branżowe
Są to wyspecjalizowane fundusze inwestujące w wybrane branże przemysłowe. Inwestowanie w te fundusze jest obarczone wysokim ryzykiem, ponieważ brak w nich dywersyfikacji. Jeśli koniunktura na daną branżę jest dobra, można osiągnąć znaczące zyski. Jednak w przeciwnym wypadku straty dla inwestora mogą okazać się dotkliwe.

### Kryterium formy uczestnictwa

#### Fundusze inwestycyjne otwarte
Fundusz inwestycyjny otwarty zbywa jednostki uczestnictwa i dokonuje ich odkupienia na żądanie uczestnika funduszu. Odkupienie jednostki uczestnictwa jest tożsame z jej umorzeniem.
Tytułem uczestnictwa jest więc jednostka uczestnictwa, która nie jest papierem wartościowym, nie jest zbywalna (ale jest dziedziczna).
Fundusze inwestycyjne otwarte są jedną z trzech kategorii funduszy, których działalność reguluje ustawa z dnia 27 maja 2004 r. o funduszach inwestycyjnych i zarządzaniu alternatywnymi funduszami inwestycyjnymi. Otwarte fundusze inwestycyjne są kontynuatorami prawnymi funduszy powierniczych, których działalność regulowała ustawa o publicznym obrocie papierami wartościowymi z 1991 r., i które działają w Polsce od 1992 r.
Pod względem liczebności i wartości zgromadzonych aktywów fundusze otwarte są zdecydowanie najbardziej popularnym typem funduszy inwestycyjnych w Polsce. Fundusze otwarte mogą zbywać nieograniczoną liczbę jednostek uczestnictwa i są zobowiązane do ich odkupienia na każde żądanie uczestnika. Gotowość do odkupienia jednostek uczestnictwa oznacza, że fundusz otwarty musi być w stanie dokonać szybkiej zamiany posiadanych lokat na gotówkę. Lokaty funduszy otwartych charakteryzują się więc znacznie większą płynnością niż w przypadku funduszy zamkniętych. Fundusz otwarty jest również zobowiązany do prowadzenia rejestru uczestników. Czynność ta jest najczęściej powierzana wyspecjalizowanej firmie zwanej agentem transferowym. Do zadań agenta transferowego należy też ewidencjonowanie w rejestrach wszelkich zmian, które wynikają ze zleceń składanych przez uczestników funduszu.
Zasady działania funduszu inwestycyjnego otwartego określone są w statucie funduszu. W statucie określa się m.in.: politykę inwestycyjną funduszu, wraz z ograniczeniami w inwestowaniu, koszty, które fundusz może ponosić, kategorie jednostek uczestnictwa. Zmiany statutu w niektórych aspektach dla wejścia w życie wymagają okresu 3 miesięcznego, a w niektórych zgody Komisji Nadzoru Finansowego. Statut zawarty jest w prospekcie informacyjnym funduszu, w którym dodatkowo określone są zasady zbywania i odkupywania jednostek uczestnictwa, uprawnienia uczestników i ich obowiązki, opis rodzajów ryzyka związanego z inwestycja w fundusz, niektóre dane historyczne (wartość aktywów netto, wskaźnik kosztów (WKC), wartość wskaźnika odniesienia (benchmarku)), miejsca zbywania i odkupu jednostek (dystrybutorzy funduszu), informacje o banku pełniący funkcje depozytariusza, obowiązki podatkowe, zasady wyceny posiadanych papierów wartościowych (oraz innych aktywów) i ogłaszania wyników wycen (wybrane elementy polityki rachunkowości funduszu), wskaźnik odniesieniu typu benchmark. Prospekt informacyjny jest okresowo aktualizowany.

#### Fundusze inwestycyjne zamknięte
Fundusz inwestycyjny zamknięty emituje certyfikaty inwestycyjne (będące tytułem uczestnictwa), które mogą być przedmiotem wtórnego obrotu (mogą istnieć publiczne, ale i niepubliczne certyfikaty inwestycyjne). Certyfikaty mogą być imienne i na okaziciela (publiczne certyfikaty inwestycyjne – zawsze są na okaziciela). Emisje certyfikatów odbywają się w seriach, to jest fundusz może emitować certyfikaty kolejnych serii. Tytułem uczestnictwa jest więc certyfikat inwestycyjny, będący papierem wartościowym, który – jeśli fundusz nie określi tego inaczej, jest zbywalny. Certyfikaty nie podlegają umarzaniu. Fundusz zamknięty ma z góry określoną wielkość kapitału akcyjnego (udziałów) – zmienianą w przypadku zakończenia nowej emisji certyfikatów inwestycyjnych funduszu.
Zasady działania funduszu inwestycyjnego zamkniętego określone są w statucie funduszu. W statucie określa się m.in.: czy certyfikaty są publiczne, czy niepubliczne oraz (dla niepublicznych) czy mają formę dokumentu, czy są zdematerializowane i gdzie jest prowadzona ich ewidencja.
Certyfikaty publiczne powinny być wprowadzone do obrotu na rynku regulowanym (albo – w sytuacjach wskazanych w ustawie – w alternatywnym systemie obrotu). Fundusz z certyfikatami publicznymi podlega większości praw i obowiązków wynikających z przepisów o publicznym obrocie (ustawa o ofercie publicznej, ustawa o obrocie instrumentami finansowymi).
W spektrum inwestycyjnym funduszu zamkniętego mogą być zbywalne:
- papiery wartościowe (akcje, obligacje, inne),
- wierzytelności (ale nie wobec osób fizycznych – z wyjątkami wskazanymi w ustawie),
- waluty,
- instrumenty pochodne,
- pochodne prawa majątkowe (cena zależy od rzeczy, energii, mierników i limitów wielkości produkcji, emisji zanieczyszczeń – dopuszczonych do obrotu na giełdach towarowych),
- instrumenty rynku pieniężnego.

Ponadto dopuszczalne – wśród przedmiotów inwestowania przez fundusz zamknięty – są:
- depozyty bankowe,
- tytuły uczestnictwa funduszy (inwestycji wspólnego inwestowania),
- lokaty we własność/współwłasność (nieruchomości gruntowych, budynków i lokali, statków morskich), użytkowanie wieczyste.

Fundusz inwestycyjny zamknięty może:
- udzielać pożyczek pieniężnych,
- udzielać pożyczek papierów wartościowych,
- udzielać poręczeń i gwarancji,
- zaciągać kredyty.

Fundusz dokonuje wyceny aktywów (i ustala wartość zobowiązań – dla wyliczenia wartości aktywów netto funduszu) oraz ustala wartość aktywów netto na certyfikat inwestycyjny. Terminy wycen: nie rzadziej niż raz na 3 miesiące, przed (7 dni) rozpoczęciem zapisów na nową emisję i w dni wykupu certyfikatów.
Poza reprezentującym fundusz (jako organ) towarzystwem funduszy inwestycyjnych w funduszu zamkniętym (jako organ kontrolny) działa rada inwestorów lub zgromadzenie inwestorów.

### Kryterium metody ustalania zysku z funduszu
Zwykle fundusze prezentują porównanie uzyskanych wyników (wzrostu wartości jednostki uczestnictwa) do przyjętych wzorców (zgodnie z przepisami taki wzorzec jest prezentowany w prospekcie informacyjnym funduszu). Fundusze takie określane są mianem funduszy benchmarkowych.
Szczególna odmianą takich funduszy są fundusze indeksowe, których wycena ma odzwierciedlać wartość wzorca (którym może być jakiś wskaźnik: inflacja, indeks giełdowy). Praktyką jest, że zarządzanie takim fundusze dokonywane jest w oparciu o algorytm tworzący portfel maksymalnie zbliżony do struktury wzorca (lub ją modelujący przez inne instrumenty finansowe syntetyczne wykorzystujące np. instrumenty pochodne, krótką sprzedaż).
Pojawiają się jednakże koncepcje funduszy „absolute return”, dla których wyznacznikiem sukcesu nie jest pokonanie wzorca, ale przyniesienie inwestorowi ponadprzeciętnych zysków, a tym także odpowiednie reagowanie zmianą struktury portfela przy zmianie najkorzystniejszych w danym okresie inwestycji.
Przy takich zasadach zarządzania funduszem pojawiają się nowe formy funduszy, np. wprowadzone do obrotu na GPW w roku 2010 Exchange Traded Funds (ETF) na indeks WIG20.

### Kryterium opłaty wstępnej

#### Fundusze typu load
Pobierana jest opłata manipulacyjna. Może ona być pobierana zarówno na wejściu, jak i na wyjściu z funduszu. Opłata ta ma związek ze sposobem dystrybucji jednostek funduszu (zwykle jest przeznaczana na wynagrodzenie dla dystrybutorów – pośredniczących w przystępowaniu do funduszu). Zwykle opłata manipulacyjna stanowi określoną część kwoty rozliczenia (ustalana jest procentowo).

#### Fundusze typu no-load
Brak opłaty manipulacyjnej

### Kryterium wynagradzania za zarządzanie funduszem
Fundusze pobierają zwykle opłatę (naliczaną przy każdej wycenie funduszu) uzależnioną (jako część procentową) od wielkości funduszu (wartości aktywów netto funduszu) – „management fee”.
Możliwe jest pobieranie także opłaty/wynagrodzenia od uzyskanego zysku z inwestycji.

### Kryterium dystrybucji zysków i dochodów

#### Fundusze tezaurujące
Fundusze akumulujące zyski funduszy. Oznacza to, że wszystkie przychody i zyski powiększają wartość całego funduszu, a więc i wartość jednostki uczestnictwa w takim funduszu.

#### Fundusze wypłacające zyski
Fundusze wypłacające uczestnikowi funduszu świadczenia, np. dywidendę.

### Specyficzne fundusze
Od połowy lat 2000 fundusze inwestycyjne otwarte w Polsce coraz częściej przyjmują postać pojedynczego funduszu (mającego osobowość prawną) z wydzielonymi subfunduszami.
Zalety takiej konstrukcji (fundusz z wydzielonymi subfunduszami: fundusz posiada osobowość prawną, a subfundusze nie):
- dokumentacja pojedynczej osoby prawnej powinna być bardziej spójna i ujednolicona (pojedynczy prospekt inwestycyjny prezentujący w jednym miejscu elementy jednolite, a oddzielnie pokazujący odrębności, w tym głównie politykę inwestycyjną subfunduszy),
- optymalizacja podatkowa (w Polsce podatek z zysków kapitałowych w funduszach płacony przez osoby fizyczne ustalany jest momencie realizacji zysków z inwestycji w którykolwiek z subfunduszy w ramach funduszu, co oznacza, że przenoszenie środków między subfunduszami – mimo że oznacza odkupienie jednostek nie podlega podatkowi).

#### Exchange Traded Funds
Od roku 2010 w Polsce zaczęły działać fundusze ETF (Exchange Traded Funds) – fundusze odwzorowujące indeks (Lyxor ETF WIG 20 – WIG20). Tytuły uczestnictwa tych funduszy są handlowane na giełdzie, jak zwykłe akcje.

## Uczestnictwo w funduszu inwestycyjnym
Z usług funduszu inwestycyjnego może skorzystać każdy podmiot (osoba fizyczna, osoba prawna, podmiot nie posiadający osobowości prawnej), dla którego celem inwestycji mogą być:
- pomnażanie kapitału,
- utrzymanie wartości i przychody (forma lokaty),
- optymalizacja podatkowa (inne opodatkowanie samego funduszu niż innych podmiotów, a także specyficzne opodatkowanie zysków z funduszy kapitałowych),
- oszczędzanie w dłuższej perspektywie czasowej (na emeryturę – w ramach programów emerytalnych, indywidualnych kont emerytalnych (IKE), III filaru systemu emerytalnego, dla dzieci itd.).

Odpowiednio do formy prawnej funduszu (otwarty, zamknięty, sekurytyzacyjny) uczestnictwo może wiązać się z innymi prawami i korzyściami.
Przykładowo – w funduszu inwestycyjnym otwartym tytuł uczestnictwa nie jest papierem wartościowym (i nie jest obracalny – można go jedynie bez ograniczeń umorzyć, choć można go odziedziczyć), a w przypadku funduszy inwestycyjnych zamkniętych tytuł uczestnictwa ma formę papieru wartościowego, który może być przedmiotem zbycia (fundusz określa, czy jego certyfikaty są dopuszczone do obrotu – np. na giełdzie, w takim przypadku obrót odbywa się na takim rynku).
Szczegółowe zasady uczestnictwa w każdym funduszu mogą być różne i są opisane w dokumentach funduszu (statut, prospekt informacyjny).
Przystąpienie do funduszu, w szczególności, polega na wpłacie pieniężnej do funduszu (są fundusze, w których wpłata może być dokonana w innej formie – zwykle w papierach wartościowych).
Każdy pieniądz, który jest wpłacany na konto w funduszu jest przeliczany na jednostki uczestnictwa (fundusz otwarty) lub certyfikaty inwestycyjne (fundusz zamknięty). Stanowią one formalny tytuł prawny (Tytuł Uczestnictwa) do uczestnictwa w funduszu. Ich liczba określa udział w majątku funduszu (wszystkie jednostki / certyfikaty inwestycyjnego danego typu dają jednakowe uprawnienia). Certyfikaty inwestycyjne mogą być zbywane w seriach, a w funduszu otwartym – jeśli to zostanie określone w prospekcie – jednostki uczestnictwa mogą istnieć jako jednostki różnych kategorii.
Przystępując do funduszu i dokonując wypłaty warto znać zasady rozliczeń i ponoszone bezpośrednio (w momencie rozliczania) koszty (np. potrącane opłaty manipulacyjne, prowizje, podatki od zysków kapitałowych).

## Idea funkcjonowania

### Korzyści

#### Wspólne inwestowanie
Nawet stosunkowo niewielkie wpłaty wielu uczestników tworzą znaczny majątek funduszu (kapitał), który umożliwia inwestycje mające na celu osiąganie zysków wyższych niż przy inwestycji indywidualnej (np. samodzielne inwestowanie na giełdzie, czy też tradycyjna lokata bankowa). Majątek funduszu inwestycyjnego lokowany jest na zasadzie dywersyfikacji ryzyka – tj. inwestowania w tak szerokie spektrum lokat, aby nawet spadek wartości jednej z lokat w niewielkim stopniu wpłynął na wartość całego portfela. Wykorzystany jest tu czynnik skali (wiele małych wpłat stanowi istotną masę).
Majątek funduszu (to znaczy faktycznie klientów) zarządzany jest przez specjalistów. Zadaniem zarządzającego portfelem funduszu (lub odpowiednią jego częścią) (licencjonowanego doradcy inwestycyjnego) jest inwestowanie powierzonych mu pieniędzy w taki sposób, aby osiągnąć jak największy zysk dla uczestników funduszu. Najczęściej w każdej firmie zarządzającej pieniędzmi (towarzystwo funduszy inwestycyjnych – TFI) pracują analitycy oraz kilku zarządzających (minimalną liczbę licencjonowanych doradców zatrudnionych w towarzystwie określa ustawa o funduszach inwestycyjnych). Istotny jest także fakt, że fundusz inwestycyjny i TFI, które nim zarządza, mają oddzielne osobowości prawne. Skutkuje to tym, że w razie problemów finansowych spółki TFI aktywa zgromadzone w funduszach nie wchodzą w skład masy upadłościowej TFI (podobnie zresztą w odniesieniu do banku depozytariusza). A więc aktywa uczestników funduszu są bardzo bezpieczne i mają przypisane tylko ryzyko inwestycyjne (pełną listę ryzyk związanych z inwestowaniem w konkretny fundusz – zgodnie z prawem – fundusz prezentuje w prospekcie informacyjnym).
W przypadku lokat bankowych (bądź innych wehikułów oferowanych przez banki, doradców finansowych) sytuacja jest inna: powierzone środki są obracane we własnym imieniu przez bank i ewentualnie wchodzą w masę upadłościową banku (w przypadku jego upadłości zostają spożytkowane na zaspokojenie zobowiązań banku). Podobnie – na zupełnie inne ryzyka narażeni są inwestorzy samodzielnie inwestujący na rynku kapitałowym (głównie na giełdzie).
Wypełnienie wymogów, koszty uwzględniające efekt skali oraz bezpośredni kontakt z zagranicznymi rynkami jest także łatwiejsze w przypadku dużych, profesjonalnie zarządzanych instytucji.

#### Elastyczność
Dla funduszy inwestycyjnych otwartych istnieje ustawowa możliwość przystąpienia do funduszu w dowolnym momencie i prawo złożenia żądania odkupienia posiadanych jednostek uczestnictwa w dowolnej chwili. Wszelkie ograniczenia są opisane w prospekcie informacyjnym funduszu. Przystępowanie jest możliwe w dowolnych kwotach, podobnie przy odkupywania jednostek nie jest konieczne całkowite likwidowanie inwestycji.
Jednostki uczestnictwa są dziedziczne.
Zwykle towarzystwa umożliwiają łatwiejsze przenoszenie inwestycji między funduszami lub subfunduszami w grupie funduszy przez siebie zarządzanych.
Obecnie na rynku istnieje wiele różnych funduszy inwestycyjnych, przez co mogą być tym sposobem zaspokojone różnorodne potrzeby inwestycyjne.

#### Dywersyfikacja portfela
Dzięki efektowi skali możliwe jest takie inwestowanie, by było ono ukierunkowane na różnorodne inwestycje, co powinno zmniejszyć ryzyko straty w jednym typie inwestycji (kiedyś podawano przykład, że lepiej mieć różne owoce w jednym koszyku).

#### Profesjonalne zarządzanie
Inwestowaniem kieruje wyspecjalizowany podmiot, który zgodnie z prawem powinien posiadać formalne kwalifikacje do takiego zarządzania (jest nadzorowany przez Komisję Nadzoru Finansowego, musi spełniać określone wymogi kapitałowe, musi zatrudniać certyfikowanych zarządzających, wypełniać szereg wymogów dokumentacyjnych: prospekt informacyjny, sporządza regularnie sprawozdania finansowe).
W strukturze spółek zarządzających konieczne są działy koordynujące pewne działania:
- zarządzający portfelem,
- inspektor nadzoru,
- zarządzający ryzykiem,
- dział rozliczeń,
- księgowość i administracja funduszu.

#### Porównywalność i przejrzystość
W Polsce istnieje szeroki rynek funduszy inwestycyjnych. Zgodnie z polskim prawem nałożone są na fundusze i towarzystwa różnorodne wymogi informacyjne. Standardowo, wyniki inwestycji funduszy porównywane są przez porównanie kwoty wpłaconej z odzyskiwalną w danym momencie. Fundusze (ich zarządzający) z ustaloną częstotliwością ogłaszają wyniki wycen (zwykle codziennie), a prasa i różne agencje informacyjne analizują te informacje i porównują wyniki osiągane.
W funduszach, co do zasady, nie ma kosztów ukrytych, tzn. wszystkie koszty muszą być ujawnione w prospekcie informacyjnym, a faktycznie poniesione można zweryfikować w sprawozdaniach finansowych (ogłaszanych co pół roku: sprawozdania półroczne i roczne). Zgodnie z polskimi regulacjami prawnymi wszystkie elementy istotne dla decydowania co do inwestowania w fundusz są prezentowane przez fundusz w prospekcie informacyjnym (co roku aktualizowanym, zwykle w maju, aktualizowanym także przy okazji innych istotnych zmian w obsłudze funduszu).
Niezależne media oraz wyspecjalizowane instytucje analityczne i informacyjne prezentują dane i porównania funduszy, tworzone są nich rankingi, przy uwzględnieniu grupowania i porównywania podmiotów o podobnym charakterze (np. funduszy wyłącznie obligacyjnych z pominięciem funduszy akcyjnych i innych).
Niektóre fundusze dokonują dodatkowej certyfikacji: np. uzyskują ratingi (najwyżej cenione: Morningstar), publikują wyniki zgodnie ze standardami (np. Global Investment Performance Standards).

#### Wiele typów funduszy i szeroka oferta
Zgodnie z polskim prawem fundusze mogą mieć kilka typów, różnicujących je w zakresie:
- zasad inwestowania (np. fundusze rynku pieniężnego),
- praw uczestników (fundusze z różnymi kategoriami jednostek uczestnictwa),
- możliwości uczestnictwa (fundusze otwarte i fundusze zamknięte – różniące się też formą tytułów uczestnictwa: fundusze inwestycyjne otwarte zbywają jednostki uczestnictwa nie będące papierami wartościowymi, a fundusze zamknięty zbywają certyfikaty będące zbywalnymi papierami wartościowymi),
- konstrukcji prawnej (fundusze z wydzielonymi subfunduszami, fundusze typu „master-feeder”).

#### Bezpieczeństwo
W Polsce działanie funduszy inwestycyjnych jest dokładnie uregulowane. Zgodnie z ustawą fundusz ma osobowość prawną, zarządza nim wydzielona spółka. Aktywa funduszu przechowywane są u określonego depozytariusza (w ustawie określono warunki, w tym kapitałowe, niezbędne dla wskazania depozytariusza oraz wskazano, że majątek funduszu jest wyodrębniony z majątku towarzystwa, czy banku depozytariusza – co zapewnia bezpieczeństwo w przypadku własnych kłopotów finansowych tych podmiotów). Nad rynkiem (bezpieczeństwem, prawidłowością działań oraz regulacjami) czuwa organ państwa: Komisja Nadzoru Finansowego.

#### Inne korzyści
W Polsce fundusze zwolnione są z podatku dochodowego od dywidend (to znaczy fundusz, otrzymując dywidendy z tytułu posiadanych akcji oraz (analogicznie przy odsetkach z obligacji) nie płaci podatku dochodowego.

## Fundusze inwestycyjne w Polsce

### Historia funduszy inwestycyjnych w Polsce

#### Fundusze powiernicze
Instytucja zbiorowego inwestowania w Polsce została wprowadzona do systemu prawnego w roku 1991 (wpisana do ustawy o publicznym obrocie papierami wartościowymi – jako pojedynczy artykuł).
Pomysł funduszu powierniczego polegał na wytworzeniu ram organizacyjnych dla wspólnego inwestowania, by każdy zainteresowany mógł przystąpić do inwestycji w każdym momencie i w każdym momencie się z niej wycofać. Fundusze inwestują na rynku kapitałowym. Fundusze powiernicze nie miały osobowości prawnej, a prowadzone były przez towarzystwa funduszy powierniczych.
Przystąpienie do funduszu z nową wpłatą polega na wpłacie i określeniu (przez fundusz), ile jednostek uczestnictwa za tę wpłatę staje się własnością wpłacającego. Liczbę jednostek uczestnictwa określa się poprzez podzielenie kwoty wpłaty przez aktualną na moment wpłaty wartość pojedynczej jednostki uczestnictwa. Przy wpłacie zwiększa się liczba istniejących jednostek uczestnictwa. Oznacza to, że każdy uczestnik ma proporcjonalną część wartości całego funduszu. Przy wypłacie za umarzane jednostki uczestnictwa, a uczestnik otrzymuje proporcjonalną część całego funduszu (liczbę jednostek mnoży się przez aktualną na ten moment wartość jednej jednostki uczestnictwa).
Fundusz był uregulowany ustawą (ustawa o publicznym obrocie papierami wartościowymi i funduszach powierniczych) oraz własnymi zasadami ustalonymi w Regulaminie funduszu.
Z założenia fundusze były mocno uregulowane – co do zakresu inwestycji (wiele limitów inwestycyjnych, zakres możliwych inwestycji, sposób przechowywania majątku funduszu – w banku, uregulowanym ustawowo), co do praw i obowiązków uczestników, co do zasad przystępowania i wychodzenia z inwestycji.
Pierwsze fundusze powiernicze wprowadziła spółka z grupy amerykańskiej Pioneer Group: Pioneer Pierwsze Polskie Towarzystwo Funduszy Powierniczych S.A. (pierwszy w Polsce fundusz: Pioneer Pierwszy Polski Fundusz Powierniczy – utworzony w 1992 roku (latem rozpoczął inwestowanie) – działający obecnie pod nazwą subfunduszu Pioneer Zrównoważony subfunduszu w funduszu umbrellowym Pioneer Fundusz Inwestycyjny Otwarty).
Wyceny jednostek funduszu – po początkowym okresie, gdy sesje na giełdzie w Warszawie odbywały się co tydzień – były ustalane w cyklu tygodniowym, przez wyceny dwukrotne w tygodniu, dziś odbywają się zwykle codziennie. W historii zdarzył się jeden przypadek wstrzymania okresowego wycen – po wrześniu 2001, gdy fundusz inwestycyjny inwestujący na rynku giełdowym w USA nie miał możliwości wyceny swoich akcji. Spółka, która utworzyła pierwszy w Polsce wówczas fundusz powierniczy (Pioneer Pierwsze Polskie Towarzystwo Funduszy Powierniczych S.A.), po kilku zmianach właścicielskich i organizacyjnych istnieje do dziś (Pioneer Pekao Towarzystwo Funduszy Inwestycyjnych S.A.) i zarządza w Polsce funduszami o łącznej wartości majątku 15 mld zł (ca 1/6 rynku – według danych instytucji samorządowej Izba Zarządzających Funduszami i Aktywami). Wartość środków zgromadzonych w funduszach inwestycyjnych przekraczała 100 mld zł (po kryzysie w latach 2008–2009 spadła, by w pierwszej połowie 2010 powrócić do 100 mld zł).

#### Fundusze inwestycyjne
W 1997 nastąpiła zmiana prawa (powstała ustawa o funduszach inwestycyjnych), zgodnie z którą (m.in.):
- fundusze nabyły osobowość prawną,
- wprowadzono rozróżnienie na kilka typów funduszy (otwarte, zamknięte),
- doprecyzowano wiele aspektów działania.

Po wprowadzeniu ustawy istniejące fundusze powiernicze zostały przekształcone w fundusze inwestycyjne. Nowe fundusze miały już formę funduszy inwestycyjnych.
Pierwotna ustawa o publicznym obrocie i funduszach powierniczych liczyła – w odniesieniu do funduszy w rozdziale 8 Ustawy – 25 artykułów (art.89 – art.113). Obecnie ustawa kończy się na art. 331. Okresowo przepisy regulujące zasady działania funduszy inwestycyjnych są uszczegółowiane (powstaje szereg dodatkowych przepisów: określenie wymogów na prospekt informacyjny, określenie szczególnych zasad rachunkowości funduszy, określenie wymogów sprawozdawczości dla organów państwa, w tym nadzoru i NBP).
Dzięki regulacjom fundusze na trwałe wrosły w krajobraz możliwych inwestycji w Polsce, rozpropagowały inwestowanie, ale równocześnie z pierwotnej spontanicznej formy współinwestowania przeobraziły się w kolejne instytucje przyjmujące pieniądze swoich klientów i obiecujące zwrot z zyskiem. Nadal jednak są jednymi z bardziej przejrzystych (transparentnych) form inwestowania przez zawodowych inwestorów powierzonych środków. Stały się także narzędziem do budowania specyficznych strategii zarobkowych (fundusze dedykowane inwestorom, tworzenie tarczy podatkowej, programy oszczędnościowe lub emerytalne, w tym w ramach II filara programu emerytalnego). Odpowiednio do potrzeb powstaje szereg konstrukcji funduszy inwestycyjnych (fundusze otwarte, fundusze zamknięte, w tym emitującymi notowane na giełdzie certyfikaty inwestycyjne, fundusze sekurytyzacyjne, fundusze z wydzielonymi subfunduszami, fundusze z wieloma kategoriami zbywanych jednostek uczestnictwa lub zbywane w różnych walutach).

### Ramy prawne
Instytucje wspólnego inwestowania działają w ramach polskiego prawa w oparciu o Ustawę z dnia 27 maja 2004 r. o funduszach inwestycyjnych. Przed wejściem w życie ustawy o funduszach inwestycyjnych – istniały fundusze powiernicze, co do koncepcji działania takie same.
Stopniowo coraz więcej krajowych regulacji będzie wynikało z prawodawstwa europejskiego – polskie fundusze inwestycyjne otwarte są „UCITS-compliant”.

#### Ustawa o funduszach inwestycyjnych
Według artykułu 3 ustawy z dnia 27 maja 2004 o funduszach inwestycyjnych i zarządzaniu alternatywnymi funduszami inwestycyjnymi:
1. Fundusz inwestycyjny jest osobą prawną, której wyłącznym przedmiotem działalności jest lokowanie środków pieniężnych zebranych w drodze publicznego, a w przypadkach określonych w ustawie również niepublicznego, proponowania nabycia jednostek uczestnictwa albo certyfikatów inwestycyjnych, w określone w ustawie papiery wartościowe, instrumenty rynku pieniężnego i inne prawa majątkowe.
2. Przez publiczne proponowanie nabycia, o którym mowa w ust. 1, rozumie się proponowanie nabycia w sposób określony w art. 2 ust. 1 prawa o publicznym obrocie papierami wartościowymi.
3. Fundusz inwestycyjny prowadzi działalność, ze szczególnym uwzględnieniem interesu uczestników, przestrzegając zasad ograniczania ryzyka inwestycyjnego określonych w ustawie.

Zgodnie z ustawą, fundusz podlega rejestracji w Rejestrze funduszy inwestycyjnych, przy czym wpis w rejestrze nadaje funduszowi osobowość prawną.
Organem funduszu, wykonującym wszystkie czynności w imieniu i na rzecz funduszu jest towarzystwo funduszy inwestycyjnych. Siedziba funduszu to siedziba towarzystwa.

#### UCITS IV
Działające w Polsce otwarte są zgodne z UCITS, tzn. fundusze podlegają (częściowo pośrednio) regulacjom europejskim – w tym dyrektywie UCITS (Undertakings for Collective Investments in Transferible Securities). Wiele wskazuje, że dyrektywa UCITS IV stanie się podstawą istotnych zmian w sposobie działania funduszy inwestycyjnych, także w Polsce (dyrektywa wprowadzi znacznie szersze możliwości działalności transgranicznej).
AIFMD
Działające w Polsce fundusze inwestycyjne zamknięte oraz specjalistyczne fundusze inwestycyjne otwarte są zgodne z AIFMD (Alternative investment funds management – directive).

#### Towarzystwa funduszy inwestycyjnych
Funduszami zarządzają towarzystwa funduszy inwestycyjnych (TFI) zatrudniające w tym celu doradców inwestycyjnych. Ich zadaniem jest zyskowne i bezpieczne inwestowanie środków funduszu zgodnie z zasadą ograniczania ryzyka inwestycyjnego. Przed każdą decyzją o zakupie określonych papierów wartościowych dokonywana jest szczegółowa analiza opłacalności i bezpieczeństwa inwestycji.
TFI może zlecać niektóre czynności związane z obsługa funduszu (np. zarządzanie portfelem przekazywane jest często do wyspecjalizowanej firmy zarządzającej portfelami, prowadzenie rejestru uczestników funduszu przekazywane jest agentowi transferowemu, a obsługę uczestników zleca się firmom doradztwa finansowego, bankom bądź domom maklerskim [dystrybutorzy]).
TFI mogą zarządzać pojedynczymi funduszami, jak i wieloma i być częścią większych grup finansowych.

#### Zasady wyceny i rachunkowości funduszy
Fundusz samodzielnie prowadzi księgi rachunkowe. Zasady wyceny i rachunkowości fundusz spisuje w polityce rachunkowości, której najistotniejsze elementy prezentowane są w prospekcie informacyjnym każdego funduszu oraz w rocznym (i półrocznym) sprawozdaniu finansowym.
Podstawowe przepisy wskazujące zasady rachunkowości:
- ustawa o rachunkowości (Ustawa z dnia 29 września 1994 r. o rachunkowości[9])
- szczególne przepisy, w których określono zasady rachunkowości funduszy inwestycyjnych (Rozporządzenie Ministra Finansów z dnia 24 grudnia 2007 r. w sprawie szczególnych zasad rachunkowości funduszy inwestycyjnych[10]).

Fundusz inwestycyjny otwarty ma obowiązek codziennie (lub rzadziej – jeśli tak jest wskazane w statucie tego funduszu) wyceniać ile jest warta jednostka uczestnictwa. Wartość jednostki jest podawana do publicznej wiadomości. Obecnie wartość jednostek śledzić można przez Internet (na stronach poszczególnych towarzystw, na portalach w sekcjach finansowych), w prasie codziennej, telegazetę. Jest to bardzo wygodna forma kontroli nad inwestycjami. W zależności od ryzyka jakie akceptujemy, oraz od długości czasu inwestowania, można wybierać spośród różnych ofert Towarzystw Funduszy Inwestycyjnych.
Fundusze zamknięte określa w prospekcie częstotliwość wyceny certyfikatów, ale – jeśli zostały dopuszczone do obrotu na rynku – można tam nimi obracać po cenie rynkowej.

#### Opodatkowanie funduszy inwestycyjnych i uczestników
W Polsce fundusze inwestycyjne działające na podstawie przepisów ustawy z dnia 27 maja 2004 r. o funduszach inwestycyjnych są zwolnione z podatku dochodowego od osób prawnych (CIT).
Za granicą – polskie fundusze podlegają lokalnym regulacjom podatkowym (z uwzględnieniem zarówno charakteru prawnego funduszu, jak i rezydencji funduszu).
Uczestnicy funduszy inwestycyjnych otwartych (odpowiednio także i do swojej rezydencji w Polsce) są podatnikami od dochodów z funduszu. Oznacza to, ze dochód (wyznaczany poprzez zmniejszenie kwoty przychodu uzyskanego przy odkupieniu jednostek w funduszu o kwotę kosztów poniesionych na nabycie tych jednostek) jest opodatkowany. W przypadku osób fizycznych fundusz z kwoty wypłaty potrąca podatek i go odprowadza (miesięcznie, jako płatnik) do odpowiedniego urzędu skarbowego. Jednakże w Polsce na skutek ‘bubla prawnego’ istnieje odstępstwo od tej reguły w przypadku dziedziczenia jednostek funduszy. Spadkobiercy, oprócz naliczonego wcześniej ewentualnego podatku od spadku, gdy umarzają jednostki uczestnictwa w funduszach, płacą dodatkowo podatek dochodowy od całości, a nie tylko od zysku z funduszu, ponieważ koszt zakupu jednostek przez spadkodawcę, nie jest zaliczany do kosztów spadkobiercy. W tej sytuacji spadkobierca płaci podatek nawet w sytuacji, w której fundusz przyniósł straty. Podobna sytuacja nie ma miejsca przy dziedziczeniu innych papierów wartościowych (akcji, obligacji, lokat), gdzie płaci się podatek od zysku z inwestycji, a nie od dochodu podatnika. W marcu 2013 roku grupa posłów PO złożyła poprawkę do ustawy o podatku dochodowym od osób fizycznych, mającą uregulować tę kwestię. Na dzień dzisiejszy (14.06.2013) projekt nie trafił jeszcze pod obrady Sejmu. W przypadku wątpliwości co do prawidłowości pobranego podatku uczestnik może zwrócić się do swojego urzędu skarbowego z odpowiednim wnioskiem, który w ramach wyjaśniania może być uzupełniony o informacje uzyskane bezpośrednio z funduszu. Uczestnicy indywidualni mogą korzystać z optymalizacji podatkowej w przypadku korzystania z oferty funduszu z wydzielonymi subfunduszami.

### Statystyki
Fundusze inwestycyjne stanowią coraz popularniejszą formę oszczędzania. W grudniu 2022 roku kwota zgromadzona przez wszystkie działające w Polsce TFI przekroczyła 266 mld złotych.
W sierpniu klienci zabrali z funduszy o 893 mln zł więcej niż do nich wpłacili. Był to dziesiąty miesiąc z rzędu kiedy saldo wpłat i umorzeń do funduszy było na minusie. W ciągu ostatniego roku klienci wycofali z nich 22,2 mld zł.
Towarzystwa Funduszy Inwestycyjnych mogą (nie ma obligatoryjności) przystępować do Izby Zarządzających Funduszami i Aktywami.
Na stronie Izby Zarządzających Funduszami i Aktywami można znaleźć podsumowania okresowe zebranych środków, sald wpłat oraz szereg informacji analitycznych dotyczących funduszy. Na koniec listopada 2016 wartość aktywów netto 979 funduszy (zebrane dane z 41 TFI) wyniosła: 265,16 mld zł.
Lista towarzystw funduszy inwestycyjnych zarejestrowanych w Komisji Nadzoru Finansowego liczy obecnie (w 2023 roku) 63 pozycje.
Izba przygotowała także materiały edukacyjne, umożliwiające uporządkowanie bądź poszerzenie wiedzy o inwestowaniu w fundusze inwestycyjne w Polsce. Został tam też opracowany słownik pojęć związanych z dziedziną inwestowania w fundusze inwestycyjne.

#### Rating otwartych funduszy inwestycyjnych
Informacje o części polskich funduszy inwestycyjnych dostępne są w serwisach informacyjnych oraz analitycznych takich jak Bloomberg LP, Analizy.pl czy Morningstar).